# Mehdi Çoba
Mehdi Çoba (* 9. März 2000 in Shkodra) ist ein albanischer Fußballspieler.

## Karriere

### Verein
Çoba absolvierte die Akademie AJAX in Shkodra. 2020 spielte er im Jugendverein von Sabah FK in Aserbaidschan.
Im selben Jahr kehrte Çoba nach Albanien zurück und unterschrieb beim Kategoria-Superiore-Klub KS Vllaznia Shkodra. Sein Debüt gab er am 29. November 2020 als Einwechselspieler in der 74. Minute bei einer 2:4-Heimniederlage gegen FK Kukësi. Im Februar 2022 verlängerte er seinen Vertrag um drei Jahre bis Juni 2025.

### Nationalmannschaft
Çoba spielte 2021 ein Spiel für die albanische U21-Nationalmannschaft. 